# World Cup (bài hát)
"World Cup" là bài hát do YouTuber và streamer người Mỹ, IShowSpeed thể hiện. Nó được ra mắt vào ngày 4 tháng 11 năm 2022, thông qua Warner Records, trước thời điểm diễn ra Giải vô địch bóng đá thế giới 2022. Bài hát đã thu hút được sự chú ý với video âm nhạc có 64,2 triệu lượt xem và đứng ở vị trí thứ 11 trong danh sách 100 video âm nhạc hàng đầu tại Hoa Kỳ của YouTube Music Global Charts tính đến ngày 1 tháng 1 năm 2023. Bài hát đã được được sử dụng trên nền tảng mạng xã hội TikTok và YouTube Shorts.

## Bối cảnh
IShowSpeed bắt đầu sự đam mê của mình với bóng đá sau khi một fan hâm mộ quyên góp cho Speed bằng việc hỏi về cầu thủ bóng đá yêu thích của anh ấy, sau đó, anh ta đã trả lời rằng: "Christo [sic] Ronaldo, sewey!". Speed bắt đầu chơi FIFA trong buổi livestream trực tiếp của anh ấy và dần dần trở thành nhân vật chính của anh ta, dẫn đến việc Speed được mời tham gia Trận đấu từ thiện của Sidemen 2022. Speed ra mắt bài hát "Ronaldo (Sewey)" trước World Cup dưới dạng một bài hát meme, sử dụng cụm từ "Siu" nổi tiếng của Ronaldo. Speed đã phát hành "World Cup" vào ngày 4 tháng 11 để chuẩn bị cho Giải vô địch bóng đá thế giới 2022.

## Tín dụng và nhân sự
Tín dụng được phỏng theo Tidal.
- IShowSpeed – sản xuất, sáng tác, giọng hát chính
- WageeBeats – sản xuất, sáng tác
- Joe Grasso – sản xuất

## Xếp hạng
| Xếp hạng (2022)                          | Vị trí cao nhất |
| ---------------------------------------- | --------------- |
| Iceland (Plötutíðindi)                   | 34              |
| Hà Lan (MegaCharts)                      | 1               |
| New Zealand Hot Singles (RMNZ)           | 29              |
| Thụy Điển Heatseeker (Sverigetopplistan) | 6               |
| Anh Quốc (OCC)                           | 52              |

## Lịch sử phát hành
| Khu vực   | Thời gian           | Phiên bản                | Nhãn hiệu | Ref.  |
| --------- | ------------------- | ------------------------ | --------- | ----- |
| Khác nhau | 4 tháng 11 năm 2022 | Tải nhạc Phát trực tuyến | Warner    | [ 1 ] |